# 瓦拉卜州
瓦拉卜州（英語：Warrap）是南苏丹的10个州之一，位於該國南部。面积31,027平方千米，人口為999,785人（2006年），首府夸喬克，下分7縣。
第二次蘇丹內戰後由南蘇丹管理。